# Jörg Kirschstein
Jörg Kirschstein (né en 1969 à Potsdam) est un archiviste allemand et auteur de livres de non-fiction.

## Biographie
Kirschstein grandit non loin du château de Sanssouci à Potsdam. La proximité de l'ancienne résidence des souverains prussiens suscite son intérêt pour la famille royale-impériale Hohenzollern. De 1992 à 1996, il étudie l'archivage à l'Université des sciences appliquées de Potsdam (de).
Kirschstein travaille depuis 1999 pour la Fondation des châteaux et jardins prussiens de Berlin-Brandebourg et est directeur du Nouveau Château de Potsdam.
En 2001, il est commissaire de l'exposition sur l'exil néerlandais du prince héritier Guillaume. En 2004, il organise l'exposition à l'occasion du 50e anniversaire de la mort de la dernière princesse héritière allemande Cécilie au palais de Marbre dans le Nouveau Jardin de Potsdam, sur laquelle il écrit également un livre en même temps. Une autre exposition intitulée Aus Allerhöchster Schatulle – Kaiserliche Geschenke, qui a lieu au musée de Potsdam (de) avec un catalogue d'exposition sous sa direction, traite de la politique des cadeaux à la cour de Guillaume II. Il organise également l'exposition Europas letztes Rendezvous – Die Hochzeit von Victoria Luise und Ernst August au musée du château de Brunswick (de) en 2013. En 2016, Kirschstein est commissaire de l'exposition Schlösser für den Staatsgast – Schönhausen und Augustusburg. Staatsbesuche im geteilten Deutschland au château de Schönhausen. À l'occasion du 100e anniversaire de l'abdication de l'empereur Guillaume II, Kirschstein organise l'exposition "Kaiserdämmerung – Das Neue Palais 1918 zwischen Monarchie und Republik", qui a lieu en 2018 au Nouveau Palais de Potsdam,.
En août 2011, avec l'expert en noblesse Rolf Seelmann-Eggebert (de), il commente en direct le mariage de Georges-Frédéric prince de Prusse, chef de la maison de Hohenzollern, et de Sophie princesse d'Isenburg, qui a lieu à Sanssouci, à la télévision rbb.
Kirschstein vit à Potsdam.

## Publications
- Kronprinzessin Cecilie: Eine Bildbiographie. be.bra Verlag Edition q, Berlin 2004,  (ISBN 3-86124-579-5).
- Schloss Cecilienhof: Tudorromantik und Weltpolitik. SPSG, Taschenbuch – 1. Januar 2005,  (ISBN 978-3-7913-3303-8).
- KaiserKinder: Die Familie Wilhelms II. in Fotografien. MatrixMedia, Göttingen 2011,  (ISBN 978-3-932313-41-7).
- Pomp and Circumstance: Das deutsche Kaiserreich und die Zeit vor dem Ersten Weltkrieg. (Edition Schloss Wernigerode) Gebundene Ausgabe – Verlag: Stekovics, J; Auflage: 1 (25. Juli 2014), (Beitrag)  (ISBN 978-3-89923-328-5).
- Das Potsdamer Stadtschloss. Vom Fürstensitz zum Landtagsschloss. be.bra Verlag, Berlin 2014,  (ISBN 978-3-86124-677-0).
- Das Neue Palais in Potsdam. Familienidyll und kaiserlicher Glanz. be.bra Verlag, Berlin 2017,  (ISBN 978-3-86124-690-9).
- Auguste Victoria. Porträt einer Kaiserin. be.bra Verlag, Berlin 2021,  (ISBN 978-3-86124-739-5)[8].